# Sedantag
Il Sedantag (AFI: /ˈzeːdanˌtaːk/; letteralmente "Giorno di Sedan"), detto anche Sedanfest, fu un giorno della memoria semiufficiale che venne celebrato ogni anno il 2 settembre nell'impero tedesco (1871-1918). Durante la festa veniva commemorata la capitolazione dell'esercito francese il 2 settembre 1870 dopo la battaglia di Sedan, in cui le truppe prussiane, bavaresi, del Württemberg e sassoni avevano ottenuto la vittoria decisiva nella guerra franco-prussiana vicino alla città francese di Sedan. Dopo la resa del suo esercito, l'imperatore francese Napoleone III fu fatto prigioniero per un breve periodo nei pressi di Kassel per ordine del re prussiano Guglielmo I.
In occasione di questa giornata, dal 1871 furono eretti monumenti alla vittoria nei luoghi centrali di tutto l'Impero tedesco, solitamente inaugurati con cerimonie e sfilate il giorno prima del Sedantag.

## La richiesta di una festa nazionale
Già durante le prime settimane dalla fondazione del reich a Versailles nel 1871, in Germania venivano avanzate crescenti richieste per costituire una festa nazionale comune. La scelta più sensata sarebbe stata quella di proporre il 18 gennaio come data della proclamazione imperiale come giorno della memoria.
Già nella primavera del 1871, un comitato di personalità dei circoli ecclesiastici protestanti e liberali fece una petizione al kaiser Guglielmo I per nominare un giorno che potesse essere celebrato come ila giornata della fondazione dell'impero. Tuttavia il kaiser rifiutò il 18 gennaio poiché questa data era anche il giorno della prima incoronazione reale prussiana, che non doveva essere oscurata da una festa tedesca nazionale. Invece di celebrazioni prescritte, si sperava che, analogamente alla commemorazione della battaglia di Lipsia, celebrazioni spontanee tra la popolazione preservassero la memoria degli eventi della guerra.
Nel giugno del 1872, il pastore della Vestfalia Friedrich Wilhelm Bodelschwingh riprovò a suggerire un giorno per una festa nazionale e questa volta la scelta ricadde sul 2 settembre, data della resa di Napoleone III a Sedan. Le ragioni che portarono il pastore tedesco ad abbracciare una festa nazionalistica sostanzialmente laica, risiedevano nella sua particolare filosofia: un severo protestantesimo ed un'esaltazione della disciplina in tempo di pace e di guerra. Per Bodelschwingh la guerra altro non era che un fatto voluto da Dio per evitare la decadenza dell'animo umano in tempo di pace. L'intento originale dell'ideatore del Sedantag era dunque quello di celebrare il vigore tedesco e condannare la frivolezza dei festeggiamenti mondani, più che celebrare l'unificazione della Germania. Tuttavia, siccome la vittoria a Sedan era strettamente legata alla fondazione dell'impero e riusciva a "venire incontro" alle esigenze del kaiser, il Sedantag nacque sostanzialmente come festa nazionalista e patriottica. In più questa vittoria militare esaltava de facto l'efficienza dell'esercito prussiano.
Dal 1873, il Sedantag incominciò a diventare sempre più popolare come giorno festivo, in contrapposizione al festival annuale di primavera nel Giorno della Fondazione del reich tedesco (18 gennaio 1871) o alle celebrazioni per l'accordo di pace a Francoforte (10 maggio 1871). Tuttavia, non fu mai un giorno festivo nazionale ufficiale per scelta di Guglielmo I, né fu mai così importante, per lo meno agli occhi della famiglia reale prussiana, come la "Parata dell'Imperatore" o i festeggiamenti in occasione del compleanno del kaiser.

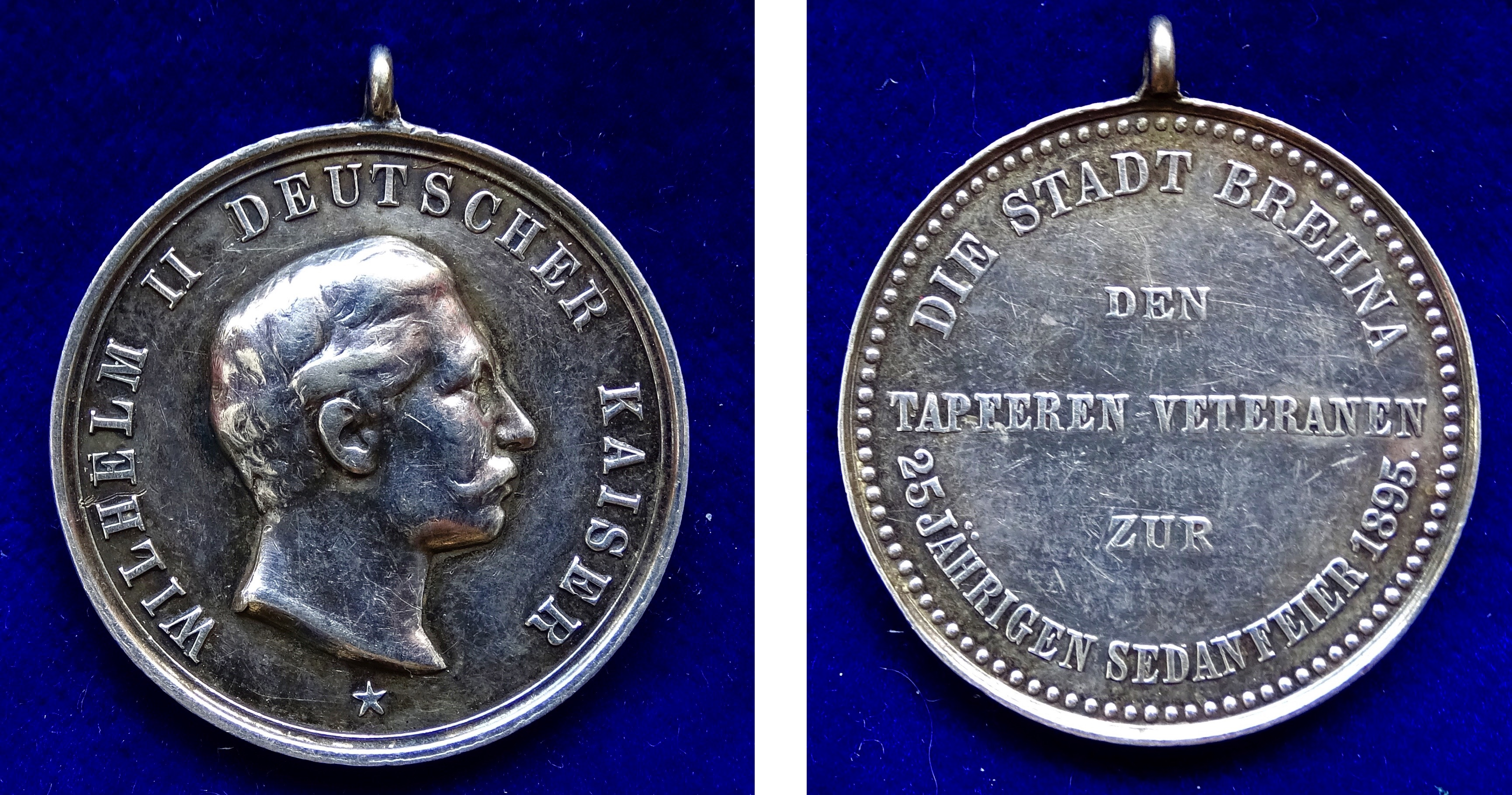
Medaglia d'argento del Sedantag del 1895 assegnata ai Veterani di guerra prussiani dalla cittadina di Brehna vicino a Halle, oggi in Sassonia-Anhalt.

## Le celebrazioni delSedantag

### La festa sotto ilkaiserGuglielmo I (1871-1888)
Sin dall'inizio della prima edizione del Sedantag, vi furono opinioni contrastanti sulla forma che le celebrazioni avrebbero dovuto avere. Tuttavia l'inaugurazione della Colonna della Vittoria di Berlino il 2 settembre 1873, decorata con cannoni sottratti ai francesi durante la guerra franco-prussiana, enfatizzò chiaramente la componente militare dell'unificazione del reich e, quindi, della festa. Non a caso tra gli ospiti figuravano, tutti in uniforme militare, membri della famiglia imperiale, un gran numero di principi tedeschi e delegazioni militari del reich. Questo aspetto fu sottolineato dall'annuale parata militare del Corpo delle Guardie tenuta da Guglielmo I a partire dal 1873 in occasione del Sedantag. Per Guglielmo I, il 2 settembre era e rimase soprattutto un giorno d'onore per l'esercito, in particolare l'esercito prussiano. Sebbene le sfilate non si svolgessero ogni anno il 2 settembre per motivi di programmazione, il riferimento simbolico al Sedantag rimase negli anni successivi e passò in secondo piano solo sotto l'Imperatore Guglielmo II, dopo che questi rinviò le sfilate a metà agosto.

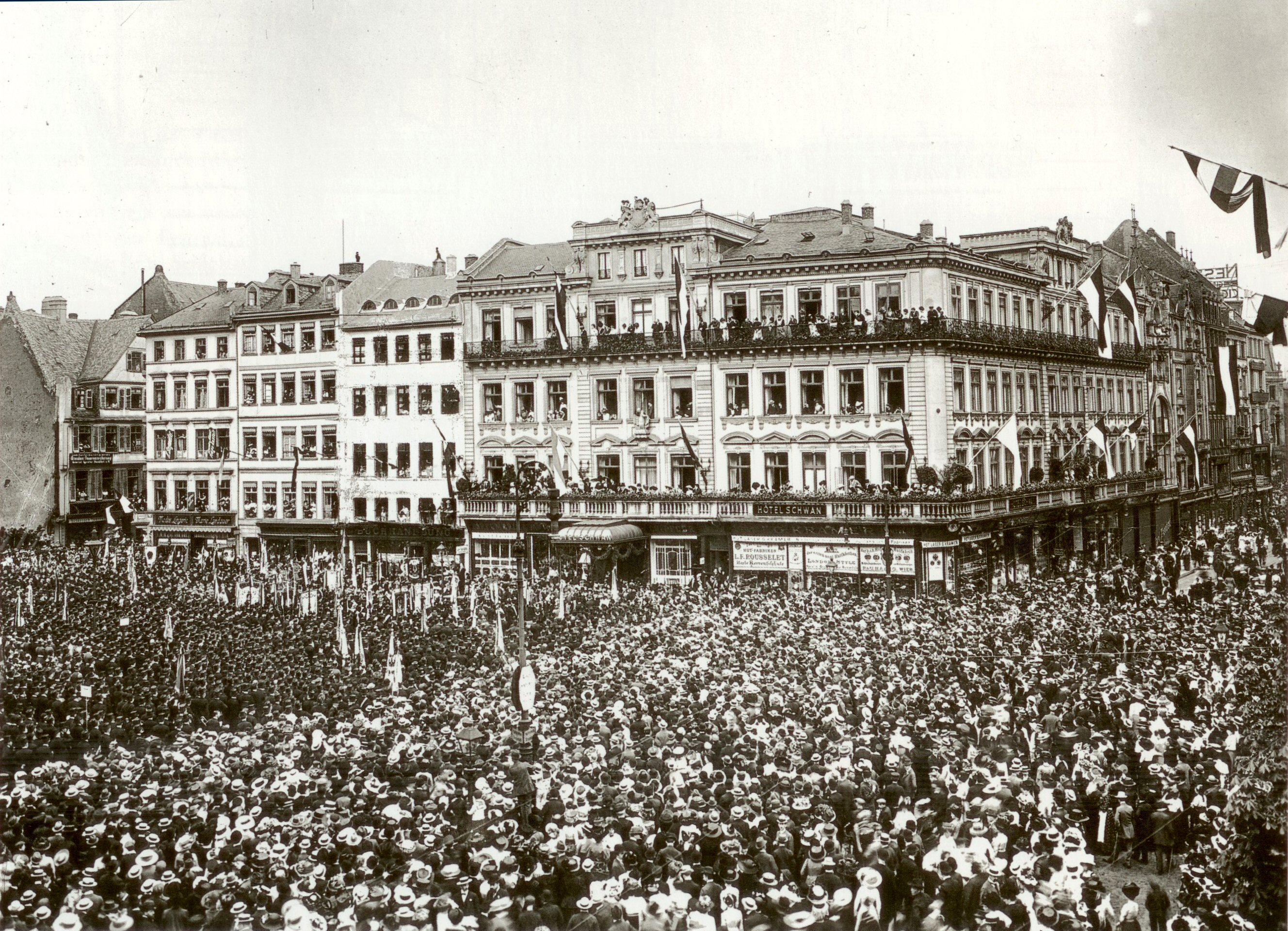
Celebrazione del Sedantag del 1895 a Francoforte, di fronte allHotel zum Schwan, luogo dove fu stipulato il trattato di pace del 1871 che pose fine alla guerra franco-prussiana.

In alcune occasioni, i contributi civili al design delle celebrazioni del Sedantag riuscirono a dare ai festeggiamenti un taglio differente, a differenza dell'idea di festa "austera" promossa da Bodelschwingh. Il Comitato Provinciale per la Missione Interna della Renania-Vestfalia (Rheinisch-Westfälische Provinzialausschuss für Innere Mission) propose per la giornata una struttura da festa "tipicamente tedesca" per tutto il popolo: la vigilia del 2 settembre sarebbe stata contrassegnata dall'esecuzione di canti patriottici, fiaccolate e suono di campane. La parata celebrativa sarebbe dovuta iniziare con una processione di veterani e ufficiali, accompagnati dalle autorità locali, attraverso strade addobbate a festa fino a giungere alla chiesa del paese o della città, dove si sarebbero tenuti elogi, preghiere di ringraziamento e sermoni. Il pranzo doveva essere consumato tra familiari e nel pomeriggio si sarebbero svolti festeggiamenti all'aperto con il resto della società civile con bande musicali, discorsi cerimoniali, canti patriottici tradizionali e non, e, in generale, ogni genere di intrattenimento popolare. La serata si sarebbe conclusa sempre con festeggiamenti in famiglia. Nel 1883 ad Oldenburg, dopo la fiaccolata terminata all'1 di notte, i partecipanti danzarono fino alle 5. In alcune città (soprattutto a Lipsia, Coburgo, Braunschweig, Worms e Stettino) oltre ai circoli militari furono incluse nelle celebrazioni anche alcune associazioni dal carattere marcatamente patriottico come le associazioni di ginnastica e le associazioni dei veterani.

In un saggio datato 12 settembre 1912, uno studente di scuola elementare descrive il corso di una cerimonia del Sedantag scolastica a Bargteheide in Holstein (Prussia):
"La nostra Sedan":

Quest'anno la nostra festa di Sedan è stata celebrata in modo particolarmente bello. La festa, che di solito si svolge nella scuola, quest'anno è stata annullata. Abbiamo celebrato una festa speciale nel pomeriggio. Abbiamo marciato in un corteo chiuso, guidati dal nostro corpo di pifferi e tamburi, fino al campo di ginnastica. I bambini erano venuti dai villaggi vicini per partecipare alle gare. Sono stati eseguiti esercizi ginnici. Noi ragazze dovevamo giocare in cerchio e fare un girotondo. La sera c'è stata un'ora di ballo. Alla fine abbiamo cantato: "Deutschland, Deutschland uber alles" (in italiano: Germania, Germania sopra tutti!) e quella è stata la fine della bellissima festa. La battaglia di Sedan non fu la battaglia più violenta ma la più importante perché Napoleone fu catturato. Il giorno di Sedan è quindi il giorno più significativo.”

### IlSedantagsotto Guglielmo II (1888-1919)

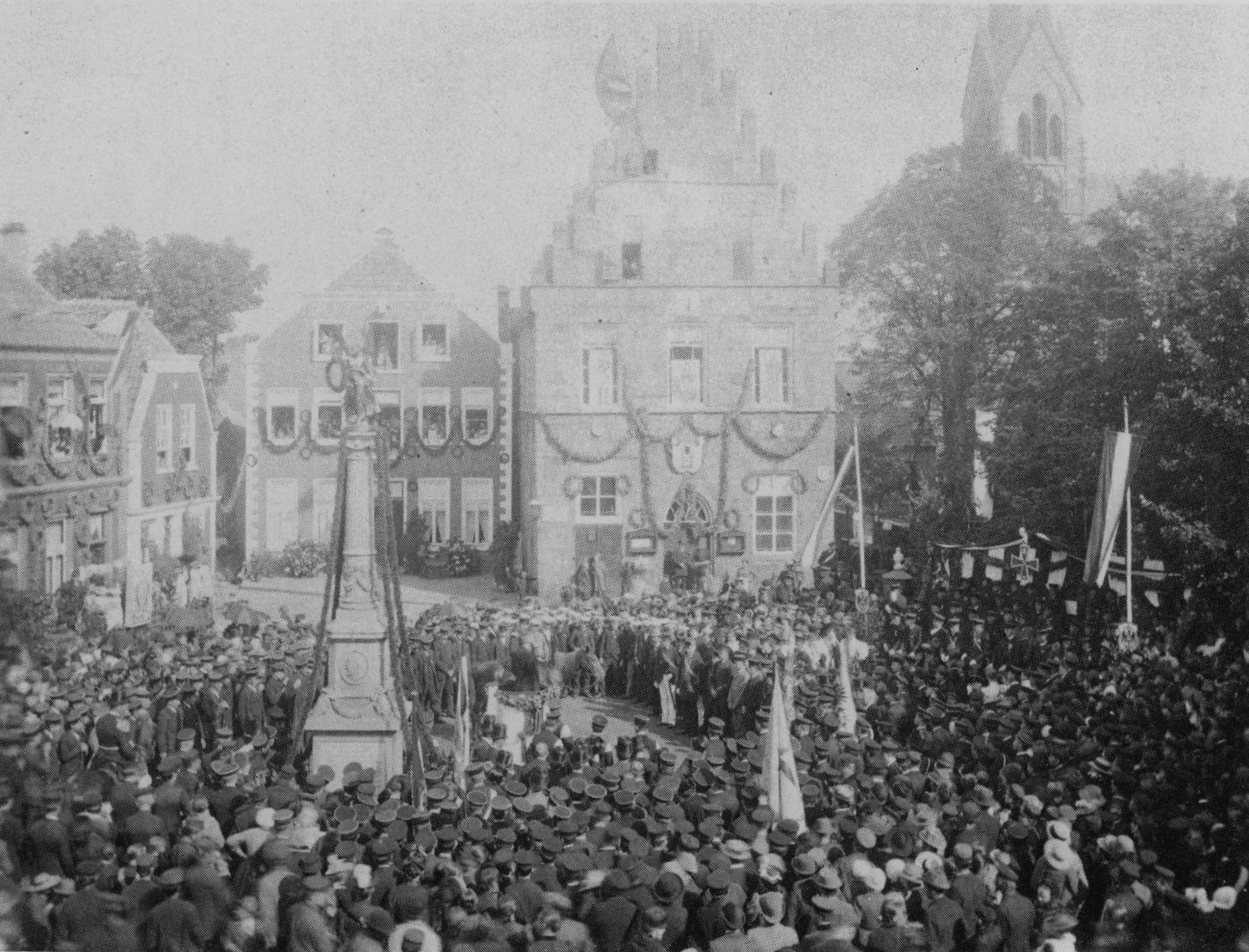
Celebrazione del Sedantag del 1895 a Schüttorf.

Intorno al 1890, il Sedantag subì un cambiamento di significato. Fino ad allora era principalmente una celebrazione annuale della vittoria militare in occasione della battaglia di Sedan, ma col passare del tempo, la questione dell'unificazione dell'impero veniva sempre più messa in primo piano. Uno dei motivi per cui accadde ciò, fu il cambio generazionale all'interno della dinastia imperiale. Guglielmo I si vedeva ancora principalmente come re di Prussia e per lui il Sedantag era una commemorazione di una vittoria prussiana che solo successivamente portò alla fondazione di un impero, la cui corona era stato riluttante ad accettare. Tuttavia, tutto questo cambiò con suo nipote Guglielmo II, che successe al trono nel 1888 dopo la morte di suo padre, Federico III, il cui regno durò appena 3 mesi. Il nuovo kaiser si considerava prima di tutto come l'imperatore tedesco e come tale incoraggiò questa componente nazionale delle celebrazioni di Sedan. Allo stesso tempo, la giornata era principalmente un anniversario militare per lui e perciò non si stancava mai di fare appello alla disciplina e all'adempimento dei doveri militari. Inoltre, cercò di promuovere la mitizzazione della battaglia di Sedan e il culto della personalità che circondava suo nonno, come dimostrato dalla tempestiva inaugurazione di diversi monumenti dell'Imperatore Guglielmo I, come quello del 1894 a Königsberg e nel 1896 a Breslavia.
Con il progressivo scorrere del tempo e l'allontanarsi della memoria diretta del biennio 1870-1871, anche lo sviluppo di un'identità pan-tedesca svolse un ruolo sempre più importante tra la gente. La popolazione nel frattempo aveva interiorizzato l'esistenza di un reich e si sentiva "troppo tedesca" per vivere il Sedantag come una festa che ricordasse una vittoria militare prettamente prussiana. Una spinta in questa direzione fu la proposta del Comitato Centrale per i Giochi Popolari e Giovanili (Vorschlag des Zentralausschusses für Volks- und Jugendspiele) del 1894. Questa proposta prevedeva che la componente dell'unificazione del reich fosse maggiormente enfatizzata durante le celebrazioni e che a tal fine si tenesse, in occasione del Sedantag, una sorta di Olimpiade Nazionale. Questo progetto non fu, tuttavia, mai realizzato.
Il significato fondante della festa fu messo in discussione dagli eventi politici della fine del secolo. Durante la violenta repressione della ribellione dei Boxer in Cina, le truppe tedesche e francesi combatterono fianco a fianco per un obiettivo comune. Sembrava dubbio se, date le circostanze, fosse ancora appropriato celebrare un giorno che, con il suo stesso nome, glorificava l'antica vittoria di un paese sull'altro. In aggiunta a ciò, la Francia conservava ancora ricordi dolorosi della sconfitta e della cessione dell'Alsazia-Lorena, questione che più di tutte alimentava il revanscismo francese. A causa anche di questo motivo, l'interesse per il Sedantag diminuì bruscamente in Germania intorno alla fine del secolo, anche se si cercò di mantenere viva la memoria degli eventi pubblicando i cosiddetti "libretti di Sedan" (Sedanbüchlein), che descrivevano e glorificavano la memoria della guerra nonostante fossero passati tre decenni da essa. Solo in occasione di ricorrenze importanti, come il 25º anniversario nel 1895 o il 40º anniversario nel 1910, fu possibile rilanciare per un breve periodo l'idea dei festeggiamenti per il Sedantag. Mentre nel 1897 il Sedantag era ancora menzionato come giorno festivo in dieci stati federali nel "calendario di Gotha" (Gothaischer Hofkalender), questa classificazione era completamente assente nel 1915 e gli eventi celebrativi ebbero luogo solamente in sei stati. Ciò potrebbe essere accaduto tuttavia a causa dello scoppio della prima guerra mondiale.

## Resistenze alSedantagnell'Impero Tedesco

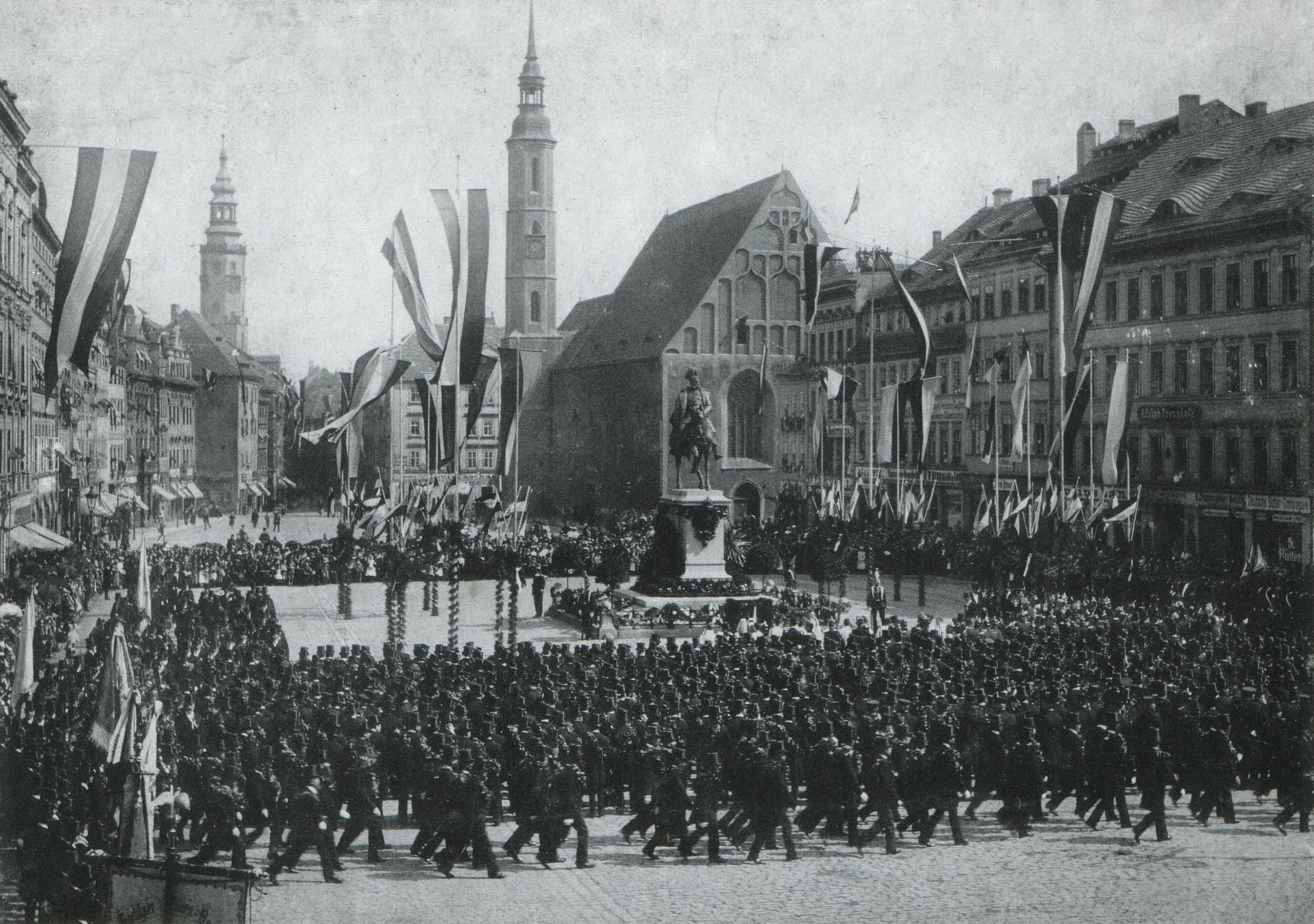
Celebrazione del Sedantag del 1895 nella piazza del mercato superiore di Görlitz.

### Gli stati dell'Impero
Il Sedantag inizialmente non fu in grado di affermarsi omogeneamente in tutto l'impero tedesco.

In Baviera si preferì quasi sempre commemorare la battaglia di Wörth, in cui furono coinvolte principalmente truppe bavaresi, oppure il 10 maggio, giorno della pace di Francoforte. Inoltre, "particolari controtendenze" ostacolavano la diffusione dei festeggiamenti di Sedan, poiché i rapporti tra alcuni regni della Germania nei confronti della Prussia (Baviera in primis e molti altri stati del "sud", non facenti quindi parte della vecchia Confederazione Tedesca del Nord) erano ancora molto tesi. Nel reichsland dell'Alsazia-Lorena, la notevole quantità di popolazione francofona rese impossibile la diffusione su larga scala delle celebrazioni, mentre nel Baden le associazioni di guerrieri locali celebrarono inizialmente solo le battaglie di Belfort e Nuits, in cui le truppe del Baden avevano svolto un ruolo di primo piano. Risulta quindi chiaro quale ruolo forte ebbe la memoria diretta e locale, soprattutto tra i reduci, nel ricordo e celebrazione della guerra del 1870-1871 e delle relative battaglie. Il Granduca di Baden si espresse dunque a favore del 18 gennaio, giorno di fondazione dell'Impero tedesco, come festa nazionale. Ciò è probabilmente rappresentativo dello scetticismo di tutti gli stati della Germania meridionale riguardo al dominio prussiano e alla mancanza di una dimensione nazionale della battaglia di Sedan.

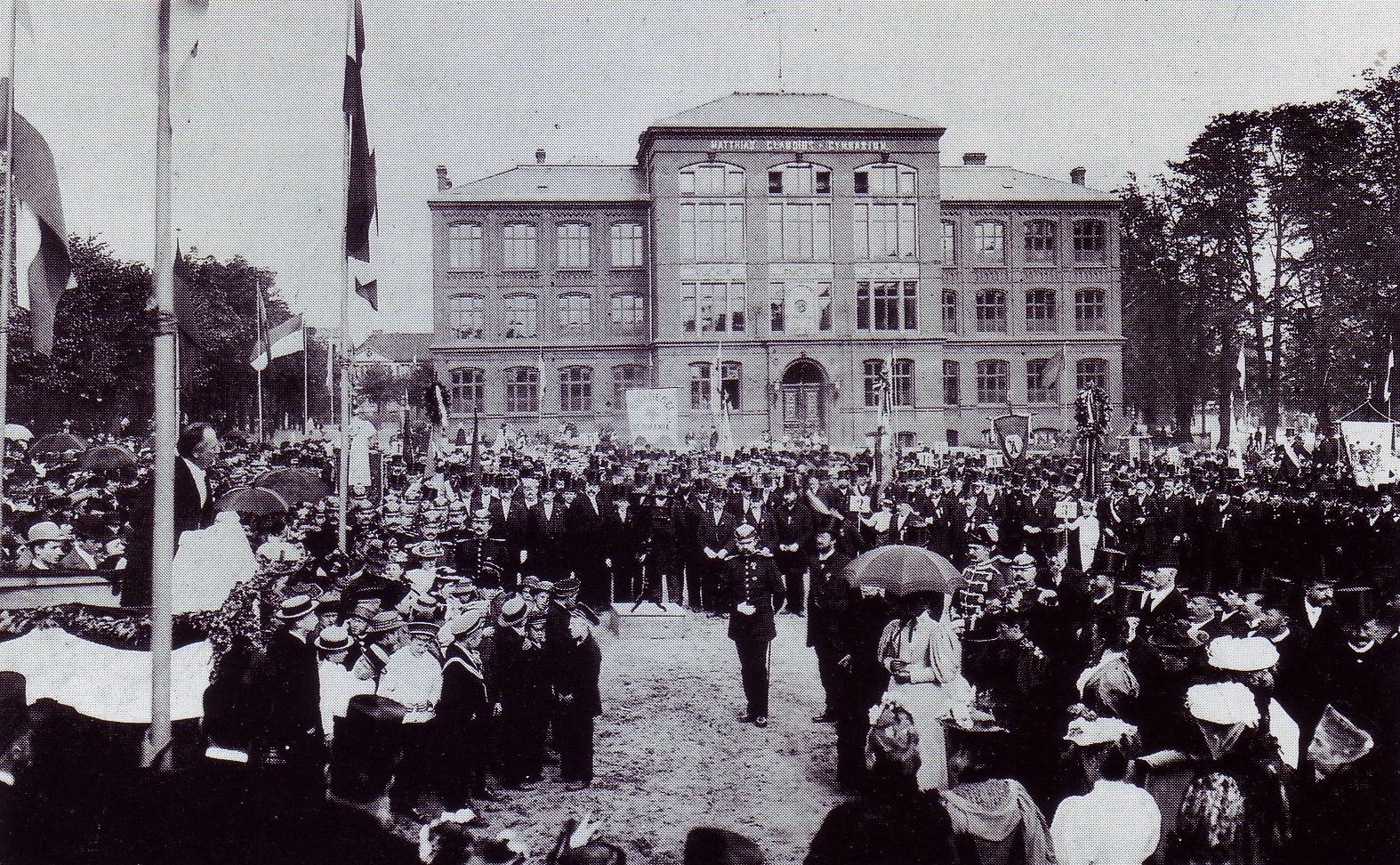
Celebrazione del Sedantag davanti al "Matthias-Claudius-Gymnasium" a Wandsbek (Amburgo), intorno al 1900.

### I cattolici
Oltre alle varie resistenze regionali, vi fu anche una forte resistenza politica-religiosa. La popolazione cattolica del reich, ad esempio, boicottò le celebrazioni del Sedantag per protestare contro il kulturkampf (guerra culturale), una politica anti-cattolica promossa da Otto von Bismarck negli anni '70 dell'Ottocento. Nel 1874, il vescovo di Magonza Wilhelm Emmanuel von Ketteler proibì persino l'utilizzo delle campane della chiesa per il 2 settembre. Per lui il Sedantag non simboleggiava tanto la vittoria della Germania sulla Francia e l'unità nazionale che ne seguì, bensì la sconfitta della Chiesa cattolica di fronte a Bismarck e al protestantesimo nazional-liberale.

### Socialisti e comunisti
Anche i socialdemocratici si opposero al Sedantag, da un lato in segno di protesta contro le "leggi antisocialiste" introdotte nel 1878, dall'altro per il carattere antifrancese delle celebrazioni. Per i socialdemocratici l'esaltazione del patriottismo, della guerra e del militarismo in generale, anche in vista dell'annessione dell'Alsazia-Lorena, rappresentava una violazione dell'internazionalismo da loro propagandato e cercarono quindi di "contro-celebrare" il 18 marzo, ricordando la nascita della Comune di Parigi. Nel 1895 la protesta culminò in un telegramma ai "compagni" francesi, che si pronunciava contro "la guerra e lo sciovinismo" e offriva loro "saluti e strette di mano". Non aiutò la causa socialista il fatto che nello stesso anno, in occasione del 25º anniversario della vittoria a Sedan, agli operai e gli impiegati delle aziende statali ed alcune aziende private (come la Krupp in Essen) fu concesso loro un giorno libero, anche se non retribuito. Guglielmo II reagì bruscamente alle proteste socialdemocratiche. I volantini furono confiscati e gli editori arrestati per crimine di lesa maestà. Anche negli anni che seguirono, fino all'abolizione del Sedantag nell'agosto 1919, non fu mai possibile integrare del tutto la classe operaia nelle celebrazioni, cosicché il Sedantag rimase sempre una festa soprattutto per la borghesia fedele all'Imperatore, la nobiltà e l'esercito prussiano.

### La delusione dei nazionalisti
Prima del raggiungimento dell'unità, molti gruppi ed associazioni di nazionalisti tedeschi celebravano delle proprie feste dedite al culto nazionale, caratterizzate da un forte pietismo accentuato dalle speranze unioniste irrealizzate. Tale fenomeno si rafforzava sempre più ogni qual volta un sovrano tedesco si opponeva ed impediva tali feste e manifestazioni unioniste. Dopo il 1971 per molti nazionalisti "della prima ora" sembrò assurdo e fuori luogo che le autorità del nuovo impero (che erano sostanzialmente le stesse dei vecchi regni) si facessero promotori ed organizzatori di una festa che celebrasse l'unità nazionale. Friedrich Jahn, uno di patrioti più celebri del tempo, invitò addirittura tutti i propri seguaci a boicottare ogni festa imposta "dall'alto" anche perché, col passare del tempo, i comitati locali tagliarono fuori ogni vecchia associazione civile dalla commissione organizzativa del Sedantag, permettendo loro solamente di partecipare. Già alcuni anni dopo la prima edizione, inoltre, l'impianto più civile e festoso del Sedantag venne meno e le parate militari ritornarono ad essere in primo piano, come fu sempre preferito e voluto sia da Guglielmo I che da Bodelschwingh. Il popolo fu praticamente escluso da ogni partecipazione attiva, tant'è che un testimone ricorda come il Sedantag «(gli) lasciò solamente il ricordo delle decorazioni degli elmetti dei soldati».

## IlSedantagnella Repubblica di Weimar

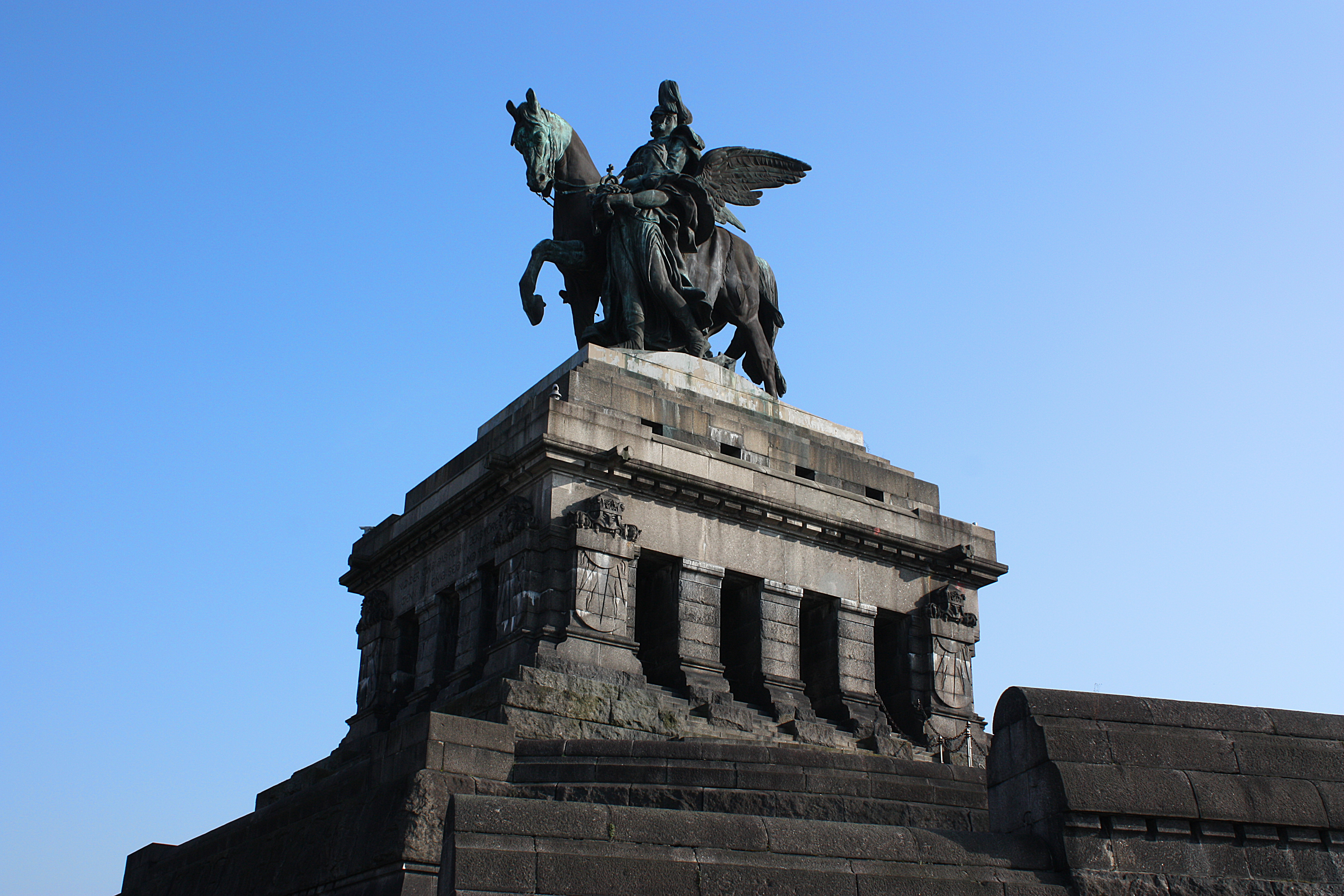
Monumento all'imperatore Guglielmo I eretto a Coblenza in Renania-Palatinato per l'occasione del 123º anniversario del Sedantag.

Sebbene il 27 agosto 1919 il Ministero dell'Interno della Repubblica di Weimar dichiarasse che non ci sarebbero state più celebrazioni per il Sedantag perché non più consone alla situazione del tempo, innumerevoli associazioni di veterani e reduci cercarono di far rivivere la tradizione del giorno di vittoria militare nel 1920 per il 50º anniversario della battaglia di Sedan. Tuttavia, nelle nuove condizioni, questi eventi incontrarono spesso una resistenza tangibile da parte del movimento operaio. Nel 1920 a Bergedorf, un quartiere di Amburgo, una manifestazione di molte centinaia di socialdemocratici e comunisti tedeschi protestò davanti all'Hotel Bellevue, nelle cui stanze si stava svolgendo la Sedanfest e fece talmente baccano al punto che la festa dovette essere interrotta. L'anno seguente, durante i festeggiamenti del Sedantag a Brema, ci furono scontri tra la polizia e migliaia di lavoratori e disoccupati, mentre a Chemnitz, nel 1921, un gruppo di lavoratori fece irruzione nel Real-Gymnasium in Schloßstrasse, interrompendo la celebrazione. Quando gli operai perquisirono i presenti alla ricerca di armi, uno di essi, il comunista Georg Garreis, fu ferito a morte da uno dei monarchici presenti. Nel 1921 si registrarono alcune celebrazioni della festa in gruppi locali di Berlino del DNVP (Partito Popolare Nazionale Tedesco) ma queste furono velocemente bandite dal capo della polizia locale. Lo svolgimento di tali celebrazioni fu proibito anche ad Amburgo. Tuttavia, molte Sedanfest furono svolte in altri luoghi della repubblica durante gli anni '20: a Tubinga, per esempio, nel 1925 da un'associazione di veterani e l'anno successivo da una banda militare, la quale tenne anche un concerto. A Brema, dove c'erano 37 associazioni di reduci e veterani, il Sedantag fu celebrato nel 1920, 1921, 1927 e 1932.
A partire dal 1933, le feste del terzo reich rimpiazzarono il Sedantag. Quando una replica del monumento all'Imperatore Guglielmo I, che era stata distrutta nel 1945, fu eretta al Deutsches Eck di Coblenza il 2 settembre del 1993, l'evento attirò attenzione solamente in Francia.